# Donald »Duck« Dunn
Donald »Duck« Dunn, ameriški baskitarist, skladatelj in glasbeni producent, * 24. november 1941, Memphis, Tennessee, Združene države Amerike, † 13. maj 2012, Tokio, Japonska.
Najbolj je znan po svojem delu s skupino Blues Brothers.